# Gastón Salmerón
Gastón Salmerón, (Barrio Colonia Lola, Provincia de Córdoba, Argentina, 7 de septiembre de 1995) es un futbolista argentino. Juega como delantero y su primer equipo fue Ferro. Actualmente se desempeña en Ben Hur de Rafaela, club que milita en el Torneo Federal B. Es primo del también futbolista Luis Salmerón.

## Trayectoria

### Ferro
El Delantero Luis Salmerón, su primo, es quien lo acerca para realizar las pruebas en las divisiones inferiores del club, donde termina quedando y se desarrolla. En la temporada 2015 en las divisiones inferiores termina con una marca de 10 goles en 18 partidos.
En la temporada 2016 firmó su primer contrato profesional y fue convocado a formar parte de la pretemporada con el plantel profesional.
Uno de sus sueños como jugador era poder compartir cancha con su primo, Luis Salmerón, sueño que cumple en su debut profesional ingresando en el segundo tiempo por Sebastián Darío Navarro a los 43 minutos, en el partido entre All Boys - Ferro el 12 de marzo de 2016, partido que termina empatado con goles de Germán Lessman por All Boys a los 22 minutos del segundo tiempo y gol de Reinaldo Alderete a los 45 minutos del segundo tiempo por Ferro, jugó dos minutos de dicho partido.

### Ben Hur de Rafaela
A finales de 2016, termina su vínculo con Ferro y queda en libertad de acción. Luego de algunos meses sin conseguir club, finalmente en mayo de 2017 arregla su incorporación a Ben Hur de Rafaela, equipo que participará de la próxima edición del Torneo Federal B.

## Clubes
| Club               | País      | Año    |
| ------------------ | --------- | ------ |
| Ferro              | Argentina | 2016   |
| Ben Hur de Rafaela | Argentina | 2017-? |

### Estadísticas
Actualizado al 31 de mayo de 2017

| Ferro Argentina |                     |                     |   |   |   |   |   |   |   |   |   |   |   |   |
| 2.ª | 2016                | 4                   | 0 | 0 | 0 | 0 | 0 | — | — | — | 4 | 0 | 0 |   |
| 2.ª | 2016-17             | 1                   | 0 | 0 | 0 | 0 | 0 | — | — | — | 1 | 0 | 0 |   |
| Total | Total               | 5                   | 0 | 0 | 0 | 0 | 0 | 0 | 0 | 0 | 5 | 0 | 0 |   |
| Total en su carrera | Total en su carrera | Total en su carrera | 5 | 0 | 0 | 0 | 0 | 0 | 0 | 0 | 0 | 5 | 0 | 0 |
| (1) La copa nacional se refiere a la Copa Argentina y Supercopa Argentina . (2) La copa internacional se refiere a la Copa Sudamericana, Recopa Sudamericana, Copa Libertadores y Copa Suruga Bank. (3) Promedio de goles recibidos por partidos no incluye goles recibidos en partidos amistosos. |                     |                     |   |   |   |   |   |   |   |   |   |   |   |   |